# Rheum reticulatum
Rheum reticulatum Losinsk. – gatunek rośliny z rodziny rdestowatych (Polygonaceae Juss.). Występuje naturalnie w Kazachstanie, Kirgistanie, Tadżykistanie oraz Chinach (w Tybetańskim Regionie Autonomicznym). 

## Morfologia
PokrójBylina.
LiścieIch blaszka liściowa jest skórzasta i ma kształt od owalnego do trójkątnie owalnego. Mierzy 5–18 cm długości oraz 5–9 cm szerokości, jest całobrzega, o niemal sercowatej nasadzie i ostrym wierzchołku. Ogonek liściowy jest owłosiony i osiąga 2,5 cm długości. Gatka jest błoniasta.
KwiatyZebrane w wiechy, rozwijają się na szczytach pędów. Listki okwiatu mają eliptyczny kształt i żółtawą barwę, mierzą 1 mm długości.
OwoceMają jajowaty kształt, osiągają 7–9 mm długości.

## Biologia i ekologia
Rośnie na terenach skalistych. Występuje na wysokości od 2900 do 4200 m n.p.m. Kwitnie w czerwcu.